# Lightnin' Slim
Lightnin' Slim (St. Louis, 13 de março de 1913 - Detroit, 27 de julho de 1974) foi um cantor e guitarrista norte-americano de Swamp blues.

## Biografia
Nascido com o nome de Otis V. Hicks, em St. Louis, no Missouri, Lightnin' Slim foi viver para Baton Rouge, Louisiana, com treze anos. Aprendeu a tocar guitarra com o seu irmão mais velho Layfield, e no final da década de 40 começou a tocar em bares.
A sua primeira gravação data de 1954, onde toca guitarra na música "Bad Luck Blues", gravada pela editora de J. D. "Jay" Miller, a Feature Records Label. Nos doze anos seguintes, Slim passa a gravar com a Excello Records, muitas vezes em colaboração com o seu cunhado Slim Harpo, e com Lazy Lester (harmónica). Um dos seus grandes êxitos com esta gravadora foi "Rooster Blues", em 1959.
Slim esteve algum tempo afastado dos blues trabalhando numa fundição em Pontiac, Michigan [carece de fontes?], o que lhe causou sérios problemas nas suas mãos devido a trabalhar com altas temperaturas. Em 1970, Fred Reif encontrou Slim a viver em casa da irmã de Slim Harpo, em Pontic. Reif convenceu Slim a tocar de novo e a gravar com a Excello. O seu primeiro concerto teve lugar na Universidade de Chicago, em 1971, no Festival de Música Folk daquela cidade, juntamente com Lazy Wester.
Nos anos 70, Slim tocou em diversas turnês na Europa, tanto no Reino Unido como no Festival de Jazz de Montreux na Suiça, onde era acompanhado por Moses "Whispering" Smith na harmónica. A sua última turnê data de 1973 no Reino Unido, com as Lendas de Blues Americanas.
Lightnin' Slim morre em 1974, em Detroit, de cancro no estômago, com 61 anos.

## Discografia
- A Long Drink of Blues (1964)
- London Gumbo (1971)
- High & Low Down (1971)
- Trip To Chicago (1978)
- Blue Lightning (1992)
- Winter Time Blues (2002)